# Adolf Anderssen
Karl Ernst Adolf Anderssen (Breslávia, 6 de julho de 1818 — Breslávia, 13 de março de 1879) foi um jogador de xadrez da antiga Prússia e um dos mais destacados jogadores do século XIX. Venceu o primeiro torneio internacional em Londres em 1851 e o Torneio de xadrez de Baden-Baden de 1870, a mais forte competição à época, além de ter vencido mais da metade das competições que disputou. Em partidas de confrontos individuais não foi tão bem sucedido, tendo perdido para Paul Morphy em 1858 e Wilhelm Steinitz em 1866 ainda que seja considerado o melhor jogador do mundo neste período, após a aposentadoria de Morphy.
Anderssen é considerado o principal jogador da Escola Romântica do xadrez e também é conhecido por suas contribuições na composição de Problemas de xadrez. Além de ter publicado dois livros na área, foi um dos principais representantes do "Período de Transição" que sucedeu a "Velha Escola" nesta área do xadrez. Destacou-se pelo seu jogo agressivo e também é lembrado pelas partidas a imortal e a sempre-viva. Segundo análise retroativa no Sistema de rating ELO, foi o primeiro jogador a ultrapassar a pontuação de 2 600 e um dos cinco melhores até sua morte. Num levantamento recente realizado por Rob Edwards, cobrindo milhares de partidas disputadas entre 1809 e 1914 (o mais completo até hoje), Anderssen foi um dos primeiros a ultrapassar a barreira dos 2 600 (no ano 1850), sendo precedido por Deschapelles (em 1820), De La Bourdonnais (1821), Staunton (1842), von Der Lasa (1844), Kieseritzky (1846), Morphy (1849) e Petrov (1849). Em levantamento realizado por Jeff Sonas, Saint Amant também teria ultrapassado essa barreira (em 1846).
Um fato digno de destaque é que Morphy tinha 12 anos de idade quando ultrapassou o nível de 2600. Também é importante esclarecer que o EDO divide as partidas de Anderssen em dois grupos: “oficiais” e “casuais”. Seu rating em jogos oficiais chegou a mais de 2 600.
O número de partidas registradas antes de 1800 é muito pequeno para que se possa aplicar o sistema Elo, mas em alguns casos é possível estimar o rating com base nos jogos contra os melhores jogadores da época, e estas estimativas sugerem que Greco (destacadamente melhor do mundo 1620 a 1634) e Philidor (1747 e 1794) e também podem ter ultrapassado a barreira dos 2 600 e talvez até 2 700. De acordo com o Grande Mestre Andrew Soltis “Philidor foi o melhor jogador do mundo por 50 anos. De fato, ele provavelmente tinha cerca de 200 pontos de rating acima de qualquer outro ainda vivo - separado pelos mistérios do jogo que ele havia resolvido."

## Começo
Anderssen nasceu em Breslávia, Prússia (actualmente parte da Polónia) em 1818. Viveu na sua cidade natal a maior parte de sua vida. Nunca se casou e vivia com sua mãe viúva e com sua irmã solteira. Graduou-se pelo ensino secundário em Breslávia e de seguida foi para a universidade, onde estudou Matemática e Filosofia. Depois de se graduar em 1847, trabalhou como instrutor e professor de matemática de nível secundário. Sua carreira foi ensinar Matemática e seu hobbie e grande paixão, jogar xadrez.
Quando Anderssen tinha nove anos de idade, seu pai ensinou-o a jogar xadrez. Ele próprio disse ter aprendido a estratégia do jogo a partir do livro de William Lewis "Cinquenta partidas entre Labourdonnais e McDonnell" (1835).

## Carreira
|   | a | b | c | d | e | f | g | h |   |
| 8 | d8 branco bispo · e8 branco bispo · h8 branco rei · h7 preto peão · h6 preto rei · f3 branco peão · h3 preto peão · h2 branco peão | d8 branco bispo · e8 branco bispo · h8 branco rei · h7 preto peão · h6 preto rei · f3 branco peão · h3 preto peão · h2 branco peão | d8 branco bispo · e8 branco bispo · h8 branco rei · h7 preto peão · h6 preto rei · f3 branco peão · h3 preto peão · h2 branco peão | d8 branco bispo · e8 branco bispo · h8 branco rei · h7 preto peão · h6 preto rei · f3 branco peão · h3 preto peão · h2 branco peão | d8 branco bispo · e8 branco bispo · h8 branco rei · h7 preto peão · h6 preto rei · f3 branco peão · h3 preto peão · h2 branco peão | d8 branco bispo · e8 branco bispo · h8 branco rei · h7 preto peão · h6 preto rei · f3 branco peão · h3 preto peão · h2 branco peão | d8 branco bispo · e8 branco bispo · h8 branco rei · h7 preto peão · h6 preto rei · f3 branco peão · h3 preto peão · h2 branco peão | d8 branco bispo · e8 branco bispo · h8 branco rei · h7 preto peão · h6 preto rei · f3 branco peão · h3 preto peão · h2 branco peão | 8 |
| 7 | d8 branco bispo · e8 branco bispo · h8 branco rei · h7 preto peão · h6 preto rei · f3 branco peão · h3 preto peão · h2 branco peão | d8 branco bispo · e8 branco bispo · h8 branco rei · h7 preto peão · h6 preto rei · f3 branco peão · h3 preto peão · h2 branco peão | d8 branco bispo · e8 branco bispo · h8 branco rei · h7 preto peão · h6 preto rei · f3 branco peão · h3 preto peão · h2 branco peão | d8 branco bispo · e8 branco bispo · h8 branco rei · h7 preto peão · h6 preto rei · f3 branco peão · h3 preto peão · h2 branco peão | d8 branco bispo · e8 branco bispo · h8 branco rei · h7 preto peão · h6 preto rei · f3 branco peão · h3 preto peão · h2 branco peão | d8 branco bispo · e8 branco bispo · h8 branco rei · h7 preto peão · h6 preto rei · f3 branco peão · h3 preto peão · h2 branco peão | d8 branco bispo · e8 branco bispo · h8 branco rei · h7 preto peão · h6 preto rei · f3 branco peão · h3 preto peão · h2 branco peão | d8 branco bispo · e8 branco bispo · h8 branco rei · h7 preto peão · h6 preto rei · f3 branco peão · h3 preto peão · h2 branco peão | 7 |
| 6 | d8 branco bispo · e8 branco bispo · h8 branco rei · h7 preto peão · h6 preto rei · f3 branco peão · h3 preto peão · h2 branco peão | d8 branco bispo · e8 branco bispo · h8 branco rei · h7 preto peão · h6 preto rei · f3 branco peão · h3 preto peão · h2 branco peão | d8 branco bispo · e8 branco bispo · h8 branco rei · h7 preto peão · h6 preto rei · f3 branco peão · h3 preto peão · h2 branco peão | d8 branco bispo · e8 branco bispo · h8 branco rei · h7 preto peão · h6 preto rei · f3 branco peão · h3 preto peão · h2 branco peão | d8 branco bispo · e8 branco bispo · h8 branco rei · h7 preto peão · h6 preto rei · f3 branco peão · h3 preto peão · h2 branco peão | d8 branco bispo · e8 branco bispo · h8 branco rei · h7 preto peão · h6 preto rei · f3 branco peão · h3 preto peão · h2 branco peão | d8 branco bispo · e8 branco bispo · h8 branco rei · h7 preto peão · h6 preto rei · f3 branco peão · h3 preto peão · h2 branco peão | d8 branco bispo · e8 branco bispo · h8 branco rei · h7 preto peão · h6 preto rei · f3 branco peão · h3 preto peão · h2 branco peão | 6 |
| 5 | d8 branco bispo · e8 branco bispo · h8 branco rei · h7 preto peão · h6 preto rei · f3 branco peão · h3 preto peão · h2 branco peão | d8 branco bispo · e8 branco bispo · h8 branco rei · h7 preto peão · h6 preto rei · f3 branco peão · h3 preto peão · h2 branco peão | d8 branco bispo · e8 branco bispo · h8 branco rei · h7 preto peão · h6 preto rei · f3 branco peão · h3 preto peão · h2 branco peão | d8 branco bispo · e8 branco bispo · h8 branco rei · h7 preto peão · h6 preto rei · f3 branco peão · h3 preto peão · h2 branco peão | d8 branco bispo · e8 branco bispo · h8 branco rei · h7 preto peão · h6 preto rei · f3 branco peão · h3 preto peão · h2 branco peão | d8 branco bispo · e8 branco bispo · h8 branco rei · h7 preto peão · h6 preto rei · f3 branco peão · h3 preto peão · h2 branco peão | d8 branco bispo · e8 branco bispo · h8 branco rei · h7 preto peão · h6 preto rei · f3 branco peão · h3 preto peão · h2 branco peão | d8 branco bispo · e8 branco bispo · h8 branco rei · h7 preto peão · h6 preto rei · f3 branco peão · h3 preto peão · h2 branco peão | 5 |
| 4 | d8 branco bispo · e8 branco bispo · h8 branco rei · h7 preto peão · h6 preto rei · f3 branco peão · h3 preto peão · h2 branco peão | d8 branco bispo · e8 branco bispo · h8 branco rei · h7 preto peão · h6 preto rei · f3 branco peão · h3 preto peão · h2 branco peão | d8 branco bispo · e8 branco bispo · h8 branco rei · h7 preto peão · h6 preto rei · f3 branco peão · h3 preto peão · h2 branco peão | d8 branco bispo · e8 branco bispo · h8 branco rei · h7 preto peão · h6 preto rei · f3 branco peão · h3 preto peão · h2 branco peão | d8 branco bispo · e8 branco bispo · h8 branco rei · h7 preto peão · h6 preto rei · f3 branco peão · h3 preto peão · h2 branco peão | d8 branco bispo · e8 branco bispo · h8 branco rei · h7 preto peão · h6 preto rei · f3 branco peão · h3 preto peão · h2 branco peão | d8 branco bispo · e8 branco bispo · h8 branco rei · h7 preto peão · h6 preto rei · f3 branco peão · h3 preto peão · h2 branco peão | d8 branco bispo · e8 branco bispo · h8 branco rei · h7 preto peão · h6 preto rei · f3 branco peão · h3 preto peão · h2 branco peão | 4 |
| 3 | d8 branco bispo · e8 branco bispo · h8 branco rei · h7 preto peão · h6 preto rei · f3 branco peão · h3 preto peão · h2 branco peão | d8 branco bispo · e8 branco bispo · h8 branco rei · h7 preto peão · h6 preto rei · f3 branco peão · h3 preto peão · h2 branco peão | d8 branco bispo · e8 branco bispo · h8 branco rei · h7 preto peão · h6 preto rei · f3 branco peão · h3 preto peão · h2 branco peão | d8 branco bispo · e8 branco bispo · h8 branco rei · h7 preto peão · h6 preto rei · f3 branco peão · h3 preto peão · h2 branco peão | d8 branco bispo · e8 branco bispo · h8 branco rei · h7 preto peão · h6 preto rei · f3 branco peão · h3 preto peão · h2 branco peão | d8 branco bispo · e8 branco bispo · h8 branco rei · h7 preto peão · h6 preto rei · f3 branco peão · h3 preto peão · h2 branco peão | d8 branco bispo · e8 branco bispo · h8 branco rei · h7 preto peão · h6 preto rei · f3 branco peão · h3 preto peão · h2 branco peão | d8 branco bispo · e8 branco bispo · h8 branco rei · h7 preto peão · h6 preto rei · f3 branco peão · h3 preto peão · h2 branco peão | 3 |
| 2 | d8 branco bispo · e8 branco bispo · h8 branco rei · h7 preto peão · h6 preto rei · f3 branco peão · h3 preto peão · h2 branco peão | d8 branco bispo · e8 branco bispo · h8 branco rei · h7 preto peão · h6 preto rei · f3 branco peão · h3 preto peão · h2 branco peão | d8 branco bispo · e8 branco bispo · h8 branco rei · h7 preto peão · h6 preto rei · f3 branco peão · h3 preto peão · h2 branco peão | d8 branco bispo · e8 branco bispo · h8 branco rei · h7 preto peão · h6 preto rei · f3 branco peão · h3 preto peão · h2 branco peão | d8 branco bispo · e8 branco bispo · h8 branco rei · h7 preto peão · h6 preto rei · f3 branco peão · h3 preto peão · h2 branco peão | d8 branco bispo · e8 branco bispo · h8 branco rei · h7 preto peão · h6 preto rei · f3 branco peão · h3 preto peão · h2 branco peão | d8 branco bispo · e8 branco bispo · h8 branco rei · h7 preto peão · h6 preto rei · f3 branco peão · h3 preto peão · h2 branco peão | d8 branco bispo · e8 branco bispo · h8 branco rei · h7 preto peão · h6 preto rei · f3 branco peão · h3 preto peão · h2 branco peão | 2 |
| 1 | d8 branco bispo · e8 branco bispo · h8 branco rei · h7 preto peão · h6 preto rei · f3 branco peão · h3 preto peão · h2 branco peão | d8 branco bispo · e8 branco bispo · h8 branco rei · h7 preto peão · h6 preto rei · f3 branco peão · h3 preto peão · h2 branco peão | d8 branco bispo · e8 branco bispo · h8 branco rei · h7 preto peão · h6 preto rei · f3 branco peão · h3 preto peão · h2 branco peão | d8 branco bispo · e8 branco bispo · h8 branco rei · h7 preto peão · h6 preto rei · f3 branco peão · h3 preto peão · h2 branco peão | d8 branco bispo · e8 branco bispo · h8 branco rei · h7 preto peão · h6 preto rei · f3 branco peão · h3 preto peão · h2 branco peão | d8 branco bispo · e8 branco bispo · h8 branco rei · h7 preto peão · h6 preto rei · f3 branco peão · h3 preto peão · h2 branco peão | d8 branco bispo · e8 branco bispo · h8 branco rei · h7 preto peão · h6 preto rei · f3 branco peão · h3 preto peão · h2 branco peão | d8 branco bispo · e8 branco bispo · h8 branco rei · h7 preto peão · h6 preto rei · f3 branco peão · h3 preto peão · h2 branco peão | 1 |
|   | a | b | c | d | e | f | g | h |   |

A primeira ocasião em que Anderssen chamou a atenção do mundo do xadrez foi quando publicou Aufgabe für Schachspieler ("Tarefas para jogadores de xadrez"), uma coletânea de 60 problemas de xadrez, em 1842. Ele continuou a publicar problemas por muitos anos, tanto em revistas quanto em uma segunda coletânea em 1852. Esta coleção de problemas chamou a atenção do grupo Plêiades de Berlim, um grupo de jogadores de xadrez da Alemanha que incluia fortes jogadores da época. O desenvolvimento de Anderssen como jogador foi relativamente lento, principalmente porque ele não tinha nem muito dinheiro nem tempo para jogar xadrez com os oponentes mais fortes. Todavia, em 1846 ele foi capaz de jogar em condições de igualdade contra Tassilo von Heydebrand und der Lasa, que pode ser considerado um dos mais fortes jogadores do período. Em 1846 ele se tornou um dos editores da revista Schachzeitung der Berliner Schachgesellschaft (posteriormente chamada de Deutsche Schachzeitung) quando Ludwig Bledow, um dos fundadores, faleceu. Anderssen manteve este ofício até 1865.

### Londres (1851)

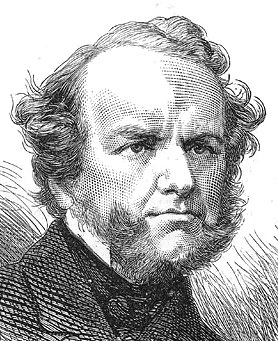
Howard Staunton foi o principal organizador do Torneio de xadrez de Londres de 1851, e se ofereceu para pagar as despesas de viagem de Anderssen.

Em 1848, Anderssen empatou um match contra Daniel Harrwitz, um jogador profissional. Com base neste resultado e na sua reputação no xadrez, foi convidado para representar a Alemanha no primeiro torneio internacional, realizado em Londres em 1851. Anderssen estava relutante em aceitar o convite, devido aos custos da viagem. Entretanto o principal organizador do evento, Howard Staunton, se ofereceu para pagar as despesas de Anderssen com seu próprio dinheiro, caso Anderssen não recebesse algum prêmio do torneio.
A preparação de Anderssen para o torneio consistiu em disputar várias partidas contra fortes oponentes incluindo Carl Mayet, Ernst Falkbeer, Max Lange e Jean Dufresne. A competição foi um evento eliminatório simples, em que os jogadores disputavam partidas curtas. Anderssen venceu ao derrotar Lionel Kieseritzky, József Szén, Staunton e Marmaduke Wyvill – por uma margem de pelo menos dois jogos em cada caso. Seu prêmio foi dois terços do total da premiação de £ 500, i.e. aproximadamente £ 335; que é o equivalente a aproximadamente £ 240 000 ($ 370 200) no valor monetário de 2006. Quando Anderssen e Szén jogaram entre si, eles combinaram que se um deles vencesse o torneio o outro iria receber um terço do prêmio; isto não parece ter sido considerado antiético.
Embora a maioria dos livros de xadrez considere Wilhelm Steinitz como o primeiro campeão mundial de xadrez, um dos organizadores da competição disse que a disputa era "pela batuta de campeão mundial de xadrez". De fato, Anderssen não foi descrito como "o campeão mundial", mas o torneio o estabeleceu como o principal jogador de xadrez, o que na época tinha o mesmo significado. O London Chess Club organizou um torneio que foi disputado um mês após e incluía vários dos jogadores da primeira competição e o resultado foi o mesmo, com Anderssen sendo o vencedor.

### Partida contra Morphy

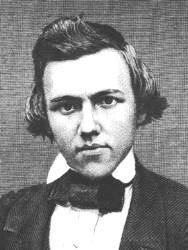
Paul Morphy venceu todos os seus oponentes em 1858

Oportunidades de disputar torneios eram raras, e Anderssen era relutante em viajar devido aos custos associados. Entre 1851 e 1862, disputou somente em Manchester em 1857, no qual foi eliminado no segundo round do torneio eliminatório. Então no final de 1858 ele foi derrotado por 8-3 (2V, 1E, 7D) pelo campeão americano Paul Morphy em uma partida disputada em Paris, França. Embora Anderssen soubesse melhor que ninguém como atacar, Morphy entendia muito melhor quando atacar e como preparar o ataque. Morphy havia recentemente vencido partidas convincentes contra outros jogadores de elite: Johann Löwenthal, Rev. John Owen e Daniel Harrwitz. Porém Morphy retornou para os Estados Unidos em 1859 e logo após abandonou o xadrez competitivo. Então, Anderssen voltou a ser considerado o mais forte jogador ativo.
Anderssen realizou uma abertura curiosa com o movimento 1. a3 em três de seus jogos contra Morphy, chegando a vencer uma partida. Este movimento foi nomeado "Abertura Anderssen", embora nunca tenha sido popular em competições sérias.

### Outras partidas entre 1851–62
Logo após o torneio de Londres em 1851, Anderssen jogou duas de suas mais famosas partidas, ambas encontros casuais em que ele venceu a partir de um combinação que envolvia vários sacrifícios. Na primeira partida jogando com as pretas mas movendo primeiro, venceu Lionel Kieseritzky em Londres logo após a competição, partida que é atualmente conhecida como "Partida Imortal" no qual sacrificou um bispo, as duas torres e finalmente a dama. A segunda partida foi em Berlim em 1852 jogando com as brancas contra Jean Dufresne e é conhecida como "Partida Sempreviva" no qual o sacrifício foi modesto mas envolveu a dama e uma peça menor.
Após as partidas contra Morphy, Anderssen jogou duas partidas contra Ignac Kolisch, um dos "cinco melhores" jogadores que depois viria a se tornar um rico banqueiro e patrono do xadrez. Anderssen empatou em 1860 e teve uma vitória apertada em 1861 (5/9; quatro vitórias, dois empates e três derrotas, com Kolisch à frente mais da metade da disputa).

### Londres (1862)
Três anos depois de ser derrotado por Morphy, Anderssen ganhou o Torneio de xadrez de Londres de 1862: o primeiro evento internacional round-robin (no qual cada participante joga uma partida contra todos os demais), com uma pontuação de doze vitórias em treze partidas, perdendo somente com John Owen e ficando dois pontos à frente de Louis Paulsen, que tinha os melhores resultados em torneios no início da década de 1860. A única atividade competitiva no xadrez que participou entre 1862 e 1866 foi uma partida em que empatou (três vitórias, dois empates, três derrotas) com Berthold Suhle em 1864, que era um forte jogador e um respeitado escritor sobre o xadrez.

### Partida contra Steinitz

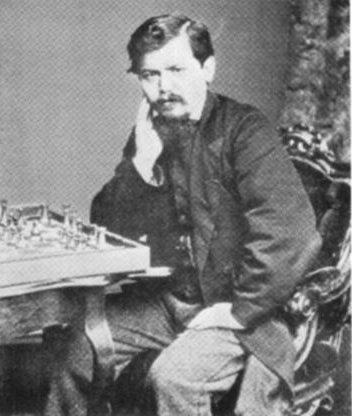
Wilhelm Steinitz em 1866

Em 1866, Anderssen perdeu uma partida para o jovem Wilhelm Steinitz (seis vitórias e oito derrotas com Steinitz vencendo os últimos dois jogos). Embora Steinitz seja conhecido por inventar a abordagem posicional no xadrez e demonstrar sua superioridade, a partida de 1866 foi disputada no estilo "ataque a todo custo" que era dominante na década de 1850 e 1860. Geralmente, este é o ponto em que se considera que Steinitz sucedeu Anderssen como o principal jogador de xadrez ativo. Embora ideias para a disputa de um título mundial fossem citadas desde a década de 1840, a série de partidas de 1866 não pode ser definida como uma disputa pelo título mundial, e muitos se opunham a considerá-la enquanto Morphy estivesse aposentado do xadrez e ainda vivo. Além disso, Anderssen permaneceu dominante tanto em torneios quanto em confrontos individuais contra Johannes Zukertort até 1871.

### 1866 a 1879
Nesta época, os torneios se tornaram mais frequentes e o formato todos contra todos foi adotado. Anderssen, após perder as partidas contra Morphy em 1858 e Steinitz em 1866, voltou-se a dedicar ao xadrez, particularmente estudando finais e o jogo posicional. O resultado foi que Anderssen melhorou seu desempenho consideravelmente atingindo o ápice de sua carreira. A partir de então ele compilou uma sucessão de bons resultados em torneios no final de sua carreira: cinco primeiros lugares, dois segundos lugares, dois terceiros lugares e um sexto, no último ano de sua vida quando a sua saúde já estava se deteriorando. Uma de suas vitórias foi um primeiro lugar à frente de Steinitz, Gustav Neumann, Joseph Henry Blackburne, Louis Paulsen e vários outros fortes jogadores no Torneio de xadrez de Baden-Baden de 1870. Este é considerado um dos 20 mais fortes torneios realizados apesar da proliferação de "super torneios" desde 1990. Um dos terceiros lugares foi no forte Torneio de xadrez de Viena de 1873, quando tinha 55 anos. Aproximadamente metade do sucesso em torneios de sua carreira veio em campeonatos de diferentes regiões da federação alemã, mas estes eram abertos a todas as nacionalidades e a maioria destes tinha alguns dos "dez melhores" ou "cinco melhores" jogadores da época.
O torneio de xadrez de Leipzig de 1877, no qual Anderssen ficou em segundo lugar atrás de Louis Palsen, foi organizado para comemorar o 50º aniversário de Anderssen ter aprendido os movimentos do xadrez. A iniciativa foi da Federação de Xadrez Alemã e até a atualidade foi o único torneio organizado para comemorar um competidor.
Ainda em Leipzig, Anderssen perdeu uma partida contra o vencedor do torneio, Louis Paulsen (três vitórias, um empate e cinco derrotas). Confrontos individuais eram a fraqueza de Anderssen e sua única vitória no período foi em 1868 contra Zukertort (oito vitórias, um empate e três derrotas).

### Avaliação de força e estilo

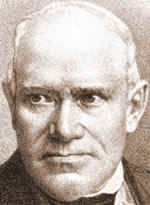
Adolf Anderssen no fim de sua vida

Anderssen foi bem sucedido nos torneios europeus de 1851 até o início de 1878, vencendo quase a metade dos eventos que disputou. Seus piores resultados em competições foi uma eliminação na segunda rodada de um torneio eliminatório em 1857 e um sexto lugar no Torneio de xadrez de Paris de 1878, quando sua saúde já se deteriorava e tinha aproximadamente um ano por viver. Seu desempenho em confrontos individuais foi muito fraco, tendo disputado doze e vencendo apenas dois e empatado quatro.
Arpad Elo, o inventor do sistema de rating ELO, calculou retroativamente os ratings através da história e estimou que Anderssen foi o primeiro jogador a ter um rating superior a 2 600. O Chessmetrics avalia Anderssen como um dos cinco principais jogadores do período a partir de 1851 até quase antes de sua morte em 1879.
De acordo com o sistema EDO, Anderssen alcançou sua maior pontuação em 1870, com rating 2 678. Nesta ocasião foi o segundo melhor do mundo, abaixo apenas de Steinitz. O número de partidas registradas que chegaram aos nossos dias é uma pequena fração do total de partidas disputadas, por isso fica difícil saber se a hipótese geralmente aceita de que Anderssen teria sido o melhor do mundo durante o período de 1851 a 1858 e entre 1862 e 1866 se deve a uma avaliação objetiva de seus contemporâneos, com base em seus resultados num maior número de partidas do que a fração delas que chegou ao nosso conhecimento, ou se houve uma superestimação devido ao seu jogo criativo e cativante. Também é necessário considerar que no período de 1850 a 1869, em que Morphy foi classificado no sistema EDO como o melhor do mundo, no início desse período o campeão americano não chegou a jogar contra os melhores para que sua força pudesse ser avaliada com base num parâmetro adequado de comparação, e como ele tinha apenas 13 anos de idade, é realmente difícil acreditar que pudesse bater von Der Lasa, Anderssen ou Staunton nessa época. Por outro lado, as retumbantes vitórias do menino Morphy sobre Lowenthal (3x0) e Rousseau (27x3), que eram respectivamente o 14º e 63º do mundo na época, são resultados que impressionam. Depois de 1859, a manutenção de Morphy no topo da lista EDO foi porque ele parou de jogar, exceto partidas amistosas com seu amigo Maurian e, eventualmente, um ou outro jogo casual, por isso não se dispõe de dados para avaliar sua força em comparação aos melhores do mundo nesse período, especialmente Steinitz. Então é possível que a partir de 1851 até alguns anos adiante, Anderssen tenha sido o melhor do mundo. Em 1858 e provavelmente alguns anos antes, Morphy era claramente o melhor, não se sabendo precisar em que momento Anderssen foi superado por Morphy, já que o primeiro confronto direto entre eles só aconteceu em 1858, quando Morphy já o havia ultrapassado há muito tempo.
Steinitz, que falava o que vinha a mente sem medo, considerou Anderssen como um dos dois maiores jogadores atacantes de seu tempo: "Todos nós podemos aprender de Morphy e Anderssen como conduzir um ataque na ala do Rei, e talvez eu ainda não tenha aprendido o suficiente". Embora Anderssen seja considerado um membro da "heróica" escola romântica, ele não era a favor de um ataque impensado, e por exemplo dizia: "Mova aquela de suas peças, que está em pior situação, exceto se pode ficar satisfeito que possa derivar uma vantagem imediata por um ataque", um princípio mais recentemente denominado como "regra de Makogonov". Porém seu entendimento do desenvolvimento era casual e ele falhou completamente em entender porque Morphy venceu. A cidade natal de Anderssen era tão orgulhosa dele que em 1865 a Universidade de Breslau lhe concedeu um doutorado honorário.

### Influência no xadrez
Anderssen tem uma influência mais duradoura na composição de problemas de xadrez. Ele começou a criar problemas nos últimos anos da "Velha Escola", no qual as composições eram bem similares a posições de partidas reais e destacavam movimentos "chave" espetaculares, múltiplos sacrifícios e poucas variações. Ele foi um dos mais habilidosos compositores de sua época, e seu trabalho forma um estágio inicial do "Período de Transição", entre o final da década de 1840 e início de 1860, quando muitos das ideias básicas dos problemas foram desenvolvidas, a necessidade de posições semelhantes a partidas reais foi abandonada e a introdução de competições de composições foi iniciada no qual forçavam os juízes a decidir qual característica era a mais desejável em um problema.
Fora do campo do xadrez, Andersen não foi um autor prolífico, embora fosse editor da Schachzeitung der Berliner Schachgesellschaft (posteriormente chamada de Deutsche Schachzeitung) de 1846 a 1865 e co-editor com Gustav Neumann da Neue Berliner Schachzeitung de 1864 a 1867.

## Falecimento
Anderssen faleceu em 13 de março de 1879, em sua cidade natal e a revista Deutsche Schachzeitung escreveu um obituário de dezenove páginas. Durante a Segunda Guerra, seu túmulo em Breslau foi danificado. Após a guerra, a cidade tornou-se parte da Polônia e agora tem o nome de Wrocław. Em 1957, a Federação Polonesa de Xadrez decidiu mover seus restos mortais para um novo túmulo no cemitério de Osobowicki.

## Principais resultados em torneios
Fontes:
| Data | Competição                                       | Colocação | Resultado    | Notas |
| ---- | ------------------------------------------------ | --------- | ------------ | --- |
| 1851 | Londres (1851)                                   | 1         | 15/21        | À frente de Marmaduke Wyvill, Elijah Williams, Howard Staunton, József Szén, Hugh Alexander Kennedy, Bernhard Horwitz, Henry Edward Bird, Lionel Kieseritzky, Carl Mayet, Johann Löwenthal, Edward Löwe, Alfred Brodie, James Mucklow, Samuel Newham, and E.S. Kennedy. Um torneio eliminatório em que os jogadores disputavam a melhor de três na primeira rodada e a melhor de 8 no final. Anderssen derrotou Kieseritzky, Szen, Staunton e Wyvill na final por +4−2=1. |
| 1851 | Torneio de Clubes em Londres                     | 1         | 7½/8         | À frente de Karl Meyerhofer, Daniel Harrwitz, Frederic Deacon, Kieseritzky, Horwitz, Szabo, Löwe e Ehrmann. Aparentemente seria um torneio com todos jogando entre si, mas os jogadores mais fracos desistiram. |
| 1857 | Manchester (Campeonato Britânico de Xadrez)      | -         | 1/2          | Torneio de oito jogadores em formato eliminatório em que os jogadores disputavam somente uma partida. Anderssen venceu Harrwitz na primeira rodada e perdeu para Löwenthal na segunda, que viria a empatar com Samuel Boden no final. |
| 1862 | Londres (1862)                                   | 1         | 12/13        | À frente de Louis Paulsen, (11/13), John Owen (10/13), George Alcock MacDonnell, Serafino Dubois, Wilhelm Steinitz entre outros. Foi o primeiro torneio no formato todos contra todos de sucesso. |
| 1868 | Aachen (Campeonato Alemão de Xadrez do Oeste)    | 1=        | 3/4 e 0/1    | Anderssen e Max Lange empataram em primeiro; a ordem após a fase eliminatória foi (1) Lange, (2) Anderssen e à frente de Wilfried Paulsen, Johannes Zukertort e Emil Schallopp. |
| 1869 | Hamburgo (Campeonato Alemão de Xadrez do Norte)  | 1=        | 4/5 e 1½/2   | Anderssen e Louis Paulsen empataram em primeiro; a ordem após a fase eliminatória foi (1) Anderssen, (2) Paulsen e à frente de Zukertort, Johannes von Minckwitz, Schallopp e Alexander Alexander. |
| 1869 | Barmen (Campeonato Alemão de Xadrez do Oeste)    | 1         | 5/5          | A frente de Zukertort, von Minckwitz, Schallopp e Wilfried Paulsen e Richard Hein. |
| 1870 | Baden-Baden (1870)                               | 1         | 11/18        | A frente de Steinitz, Gustav Neumann, Joseph Henry Blackburne, Louis Paulsen, Cecil Valentine De Vere, Szymon Winawer, Samuel Rosenthal, von Minckwitz e Adolf Stern. |
| 1871 | Krefeld (Campeonato Alemão de Xadrez do Oeste)   | 1=        | 4/5 e 1/2    | Anderssen, von Minckwitz, e Louis Paulsen empataram em primeiro e a ordem após a fase eliminatória foi (1) Paulsen, (2) Anderssen, (3) Minckwitz e a frente de Karl Pitschel, Carl Göring e Wilfried Paulsen. |
| 1871 | Leipzig (Campeonato Alemão de Xadrez do Centro)  | 1=        | 4½/5 e 1/1   | Anderssen e Samuel Mieses em primeiro e Anderssen venceu a partida de desempate. |
| 1872 | Altona (Campeonato Alemão de Xadrez do Norte)    | 1         | 3½/4         | A frente de Neumann, Göring, Schallopp e Pitschel. |
| 1873 | Viena (1873)                                     | 3         | 8½/11: 19/30 | Atrás de Steinitz (10/11: 22½/25) e Blackburne; a frente de Rosenthal (7½/11: 17/28), Louis Paulsen, Henry Edward Bird, Max Fleissig, Josef Heral, Philipp Meitner, Oscar Gelbfuhs, Adolf Schwarz e Pitschel. Este torneio teve um sistema de pontuação diferente: cada jogador disputou 3 partidas com outro com cada vitória valendo um ponto e ½ para empates. |
| 1876 | Leipzig (Campeonato Alemão de Xadrez do Centro)  | 1=        | 3½/5 e 2/2   | Anderssen, Goering e Pitschel empataram em primeiro; a ordem após o desempate foi (1) Anderssen, (2=) Goering e Pitschel; todos a frente de Louis Paulsen, Schallopp e Carl Berber. |
| 1877 | Leipzig (Campeonato Alemão de Xadrez do Centro)  | 2=        | 8½/11        | Atrás de Louis Paulsen (9/11); empatado com Zukertort (8½/11) e a frente de Winawer (7½/11), Goering, Berthold Englisch, Schallopp e cinco outros. Este torneio foi especialmente arranjado em homenagem aos cinquenta anos de Anderssen ter aprendido os movimentos do xadrez. |
| 1878 | Frankfurt (Campeonato Alemão de Xadrez do Oeste) | 3         | 6/9          | Atrás de Louis Paulsen (8/9) e Adolf Schwarz (6½/9); a frente de of von Minckwitz (5/9), Wilfried Paulsen (4½/9) e cinco outros. |
| 1878 | Paris (1878)                                     | 6         | 12½/22       | Anderssen não gozava de boa saúde. O evento foi vencido por Winawer e Zukertort. |

## Resultados em matches individuais
Fontes:
| Data      | Oponente                | Resultado | Local       | Resultado | Resultado | Notas |
| --------- | ----------------------- | --------- | ----------- | --------- | --------- | --- |
| 1845      | Ludwig Bledow           | Perdeu    | Breslau     | ½/5       | +0=1–4    | Fontes variam sobre o resultado.                                                                                           |
| 1845–1846 | Tassilo von der Lasa    | Perdeu    | Breslau     | 2/6       | +2=0–4    | |
| 1848      | Daniel Harrwitz         | Empatou   | Breslau     | 5/10      | +5=0–5    | |
| 1851      | Tassilo von der Lasa    | Perdeu    | Breslau     | 5/15      | +?=?–?    | |
| 1851      | Karl Pitschel           | Perdeu    | Leipzig     | 2/4       | +1=2–1    | |
| 1851      | Jean Dufresne           | Venceu    | Berlim      | 13/18     | +12=2–4   | |
| 1851      | Ernst Falkbeer          | Venceu    | Berlim      | 4/5       | +4=0–1    | |
| 1851      | Carl Mayet              | Venceu    | Berlim      | 4/4       | +4=0–0    | |
| 1851      | Eduard Jenay            | Venceu    | Londres     | 4½/8      | +?=?–?    | Partida casual |
| 1851      | Lionel Kieseritzky      | Perdeu    | Londres     | 6/16      | +5=2–9    | Partida casual |
| 1851      | Johann Löwenthal        | Venceu    | Londres     | 5½/8      | +5=1–2    | Partida casual; diferentes fontes também dividem os resultados: +5–1, +5–2, e +5–4 para Anderssen, e +4=1–3 para Löwenthal |
| 1858      | Daniel Harrwitz         | Venceu    | Paris       | 4/6       | +3=2–1    | Diferentes fontes também dividem os resultados: +3=3–1 e +2=2–1                                                            |
| 1858      | Paul Morphy             | Perdeu    | Paris       | 3/11      | +2=2–7    | |
| 1858      | Paul Morphy             | Perdeu    | Paris       | 1/6       | +1=0–5    | Partida casual |
| 1859      | Max Lange               | Perdeu    | Breslau     | 3½/8      | +3=1–4    | Partida casual |
| 1859      | Carl Mayet              | Venceu    | Berlim      | 7/8       | +7=0–1    | |
| 1859      | Jean Dufresne           | Venceu    | Berlim      | 4/4       | +4=0–0    | |
| 1859      | Berthold Suhle          | Venceu    | Berlim      | 31/48     | +27=8–13  | Partida casual |
| 1860      | Philipp Hirschfeld      | Venceu    | Berlim      | 16½/29    | +14=5–10  | |
| 1860      | Ignatz von Kolisch      | Empatou   | Paris       | 5½/11     | +5=1–5    | |
| 1860      | Paul Journoud           | Venceu    | Paris       | 3½/5      | +3=1–1    | |
| 1860      | Jules Arnous de Rivière | Empatou   | [Paris      | 2½/5      | +2=1–2    | |
| 1861      | Ignatz von Kolisch      | Venceu    | Londres     | 5/9       | +4=2–3    | |
| 1861      | Johann Löwenthal        | Venceu    | Londres     | 2/3       | +2=0–1    | Partida casual |
| 1862      | Louis Paulsen           | Empatou   | Londres     | 4/8       | +3=2–3    | |
| 1862      | Wilhelm Steinitz        | Venceu    | Londres     | 2/3       | +2=0–1    | Partida casual |
| 1864      | Berthold Suhle          | Empatou   | Berlim      | 4/8       | +3=2–3    | |
| 1865      | Carl Mayet              | Venceu    | Berlim      | 5½/8      | +5=1–2    | |
| 1866      | Johannes Minckwitz      | Venceu    | Berlim      | 8½/12     | +8=1–3    | |
| 1866      | Gustav Neumann          | Perdeu    | Berlim      | 10/24     | +9=2–13   | |
| 1866      | Wilhelm Steinitz        | Perdeu    | Londres     | 6/14      | +6=0–8    | |
| 1867      | Samuel Mieses           | Venceu    | Breslau     | 4½/5      | +4=1–0    | |
| 1868      | Johannes Zukertort      | Venceu    | Berlim      | 8½/12     | +8=1–3    | |
| 1870      | Louis Paulsen           | Perdeu    | Baden-Baden | ½/3       | +0=1–2    | |
| 1871      | Johannes Zukertort      | Perdeu    | Berlim      | 2/7       | +2=0–5    | |
| 1876      | Louis Paulsen           | Perdeu    | Leipzig     | 4½/10     | +4=1–5    | |
| 1877      | Louis Paulsen           | Perdeu    | Leipzig     | 3½/9      | +3=1–5    | |